# Primeiro-ministro da Irlanda do Norte
O primeiro-ministro da Irlanda do Norte (chamado "first minister" e não "prime minister" como o do Reino Unido) e o vice-primeiro-ministro da Irlanda do Norte são os líderes do executivo da Irlanda do Norte, ou seja, do governo autónomo da Irlanda do Norte que foi criado em 1998 como resultado do Acordo de Belfast. Este cargo, o executivo e a Assembleia da Irlanda do Norte estão actualmente suspensos.
O primeiro-ministro é eleito pela assembleia em lista conjunta com o vice-primeiro-ministro. Esta lista deve obter uma maioria na assembleia e, ao mesmo tempo, uma maioria tanto entre os deputados nacionalistas como entre os unionistas.
Esta diarquia foi criada para levar os líderes dos principais partidos unionistas e nacionalistas a trabalhar em conjunto, como uma equipa que represente ao mesmo tempo ambas as comunidades.
Até 2002, o cargo de primeiro-ministro foi desempenhado por David Trimble, líder do Partido Unionista do Ulster. Inicialmente, o seu vice foi o vice-líder do Partido Social Democrata e Trabalhista, Seamus Mallon. Sucedeu-lhe o novo líder do PSDT, Mark Durkan.

## Primeiros-ministros da Irlanda do Norte
| Ministro               | Partido                       | Começo do cargo        | Fim do cargo           |
| ---------------------- | ----------------------------- | ---------------------- | ---------------------- |
| David Trimble          | Partido Unionista do Ulster   | 1 de junho de 1998     | 1 de julho de 2001     |
| Reg Empey (comissário) | Partido Unionista do Ulster   | 1 de julho de 2001     | 1 de novembro de 2001  |
| David Trimble          | Partido Unionista do Ulster   | 1 de novembro de 2001  | 14 de janeiro de 2005  |
| (liderança dissolvida) |                               | 14 de janeiro de 2005  | 1 de fevereiro de 2005 |
| Ian Paisley            | Partido Unionista Democrático | 1 de fevereiro de 2005 | 5 de junho de 2008     |
| Peter David Robinson   | Partido Unionista Democrático | 5 de junho de 2008     | 11 de janeiro de 2016  |
| Arlene Foster          | Partido Unionista Democrático | 11 de janeiro de 2016  | 9 de janeiro de 2017   |
| (liderança dissolvida) |                               | 9 de janeiro de 2017   | 11 de janeiro de 2020  |
| Arlene Foster          | Partido Unionista Democrático | 11 de janeiro de 2020  | 14 de junho de 2021    |
| Paul Givan             | Partido Unionista Democrático | 17 de junho de 2021    | 4 de fevereiro de 2022 |
| (liderança dissolvida) |                               | 4 de fevereiro de 2022 | 3 de fevereiro de 2024 |
| Michelle O'Neill       | Sinn Féin                     | 3 de fevereiro de 2024 |                        |

## Vice-primeiros-ministros da Irlanda do Norte
| Ministro               | Partido                                | Começo do cargo        | Fim do cargo           |
| ---------------------- | -------------------------------------- | ---------------------- | ---------------------- |
| Seamus Mallon          | Partido Social Democrata e Trabalhista | 1 de julho de 1998     | 15 de julho de 1999    |
| (posto vacante)        |                                        | 15 de julho de 1999    | 29 de novembro de 1999 |
| Seamus Mallon          | Partido Social Democrata e Trabalhista | 29 de novembro de 1999 | 6 de novembro de 2001  |
| Mark Durkan            | Partido Social Democrata e Trabalhista | 6 de novembro de 2001  | 14 de outubro de 2002  |
| (liderança dissolvida) |                                        | 15 de outubro de 2002  | 7 de maio de 2007      |
| Martin McGuinness      | Sinn Féin                              | 8 de maio de 2007      | 9 de janeiro de 2017   |
| (liderança dissolvida) |                                        | 9 de janeiro de 2017   | 11 de janeiro de 2020  |
| Michelle O'Neill       | Sinn Féin                              | 11 de janeiro de 2020  | 4 de Fevereiro de 2020 |
| (liderança dissolvida) |                                        | 4 de Fevereiro de 2020 | 3 de Fevereiro de 2024 |
| Emma Little-Pengelly   | Partido Unionista Democrático          | 3 de Fevereiro de 2024 |                        |